# Ayreon
Ayreon és un projecte musical del músic multi-instrumental i productor musical Arjen Anthony Lucassen, en el qual hi han col·laborat diversos artistes de bandes diferents. La música d'Ayreon respon al metal progressiu, tanmateix també hi combina gèneres diversos com el folk i la música electrònica. La majoria d'àlbums són considerats Òpera rock (o òperes metal) perquè els seus discs contenen històries complexes amb un seguit de personatges, normalment representats per vocalistes específics.
La música d'Ayreon es caracteritza per l'ús d'instruments tradicionals del rock (guitarres, baix, bateria, sintetitzadors, orgues elèctrics) barrejats amb instruments propis del folk i la música clàssica (com mandolines, violins, violes, violoncels, flautes, sitars i didgeridoos). A tots els àlbums, Lucassen escriu la lletra, compon la música i toca la majoria dels instruments al costat de diversos artistes convidats. El seu màxim col·laborador és el bateria Ed Warby.
Per la seva naturalesa particular Ayreon mai fa concerts en directe; tanmateix, en diverses ocasions algunes cançons d'Ayreon han estat interpretades a concerts de bandes paral·leles de Lucassen, com Star One i Stream of Passion, editant-se també a recopilatoris de concerts d'aquestes bandes.

## Història

### Orígens (1995-1998)
El primer CD d'Ayreon fou The Final Experiment, publicat el 1995. El qual és una barreja de ciència-ficció amb temàtica medieval. A l'àlbum hi participen tretze cantants i set músics instrumentistes, la majoria Holandesos. Aquest disc es menciona com un dels primers del gènere òpera metal i una revitalització de les òpera rock.
El 1996 publicà Actual Fantasy, el qual no conté una història continuada, però si històries fantàstiques individuals. En aquest cas hi participaren tres instrumentistes i tres cantants. Alguns temes d'aquest disc van inspirar a posteriors cançons d'altres àlbums.

### Èxit (1998-2008)
El 1998 publicà el doble disc Into the Electric Castle. Hi participen onze instrumentistes i buit cantants, cadascun dels quals interpreta un personatge diferent. Arjen Lucassen va voler fer un disc amb tons més greus, fou un gran èxit i és àmpliament considerat com un dels seus millors treballs.
Els àlbums bessons Universal Migrator es van publicar l'any 2000. El primer, The Dream Sequencer consta d'un rock progressiu lleuger i atmosfèric; mentre que el segon, titulat Flight of the Migrator, és més semblant al heavy metal. Tots dos gravats gràcies a una desena de cantants recolzats per molts instrumentistes. Un dels convidats més notables fou Bruce Dickinson d'Iron Maiden que participà en el segon.
Poc després arribà Ayreonauts Only, un àlbum dirigit especialment als fans més acèrrims d'Ayreon. Aquest tampoc segueix una història específica, sinó que està format per versions alternatives (amb diferents vocalistes i instrumentistes) de cançons anteriors o demos originals utilitzats durant els enregistraments. També contenia una prèvia del llavors futur projecte d'Arjen, Ambeon.
El 2004 va publicar The Human Equation, i igual que a Into the Electric Castle, hi participen diversos cantants on cadascú desenvolupa un rol diferent dins el disc. Amb aquest àlbum Ayreon deixa de banda la ciència-ficció i fantasia per endinsar-se en una temàtica psicològica, aparentment dins un món semi-normal.
A partir del 2004, després de passar de Transmission Records a InsedeOut, Arjen començà a republicar el seu catàleg amb el seu nou segell.
El setembre de 2006, quan es va finalitzar el nou estudi d'Arjen, va començar a produir el nou àlbum titulat 01011001, el qual es va publicar el 25 de gener de 2008. Aquest és un disc notablement més fosc que anteriors projectes d'Ayreon, Lucassen ho atribueix a una depressió i al seu divorci l'any anterior.
El 25 d'abril de 2008, Arjen va llançar un EP titulat Ayreon Elected. El disc compta amb dues pistes de 01011001, una de The Human Equation i un cover d'Alice Cooper amb la veu d'Arjen i Tobias Sammet.
El 16 de setembre de 2008, Arjen va anunciar el llançament a la seva web de Timeline, el seu segon àlbum recopilatori, el qual reuneix cançons seleccionades de tots els àlbums d'Ayreon i una d'inèdita. L'àlbum fou publicat en un triple CD i DVD. Es va publicar el 7 de novembre de 2008 a Alemanya, Àustria i Suïssa; i a la totalitat de la Unió Europea el 17 de novembre del mateix any. Als Estats Units va ser publicat el 13 de gener de 2009.

### Parèntesis (2008-2012)
Arjen va acabar de treballar al seu projecte personal, anomenat Guilt Machine el 2009. Des d'aleshores, va començar a treballar en un altre projecte plenament, Star One. Un cop acabat digués que tenia intenció de gravar un àlbum en solitari sota el seu propi nom. En relació al llançament d'un nou disc d'Ayreon digué (anglès):
"As for whether there will be another Ayreon album, I'm never sure. Ten years could go by before I decide to do another one. I have to say that a lot of the reviews for 01 said it had some cool moments but it had that typical Ayreon sound, that there was nothing new being offered, and I think I can agree with that. I decided I'm going to stop with this Ayreon story, with this sound, and concentrate on other projects first. Then, if I decide to go back to Ayreon I'll do something different with it. I have no idea how (laughs), but if there's going to be another one it should be different."

### Retorn (2012-actualitat)
El 23 d'agost de 2012, Arjen Lucassen digué al seu canal de Youtube que començaria a compondre un nou projecte, el qual va revelar oficialment que seria un nou projecte d'Ayreon (previst pel 2013), pel 9 d'octubre de 2012.
En resposta a comentaris de fans a la seva pàgina web, Lucassen declarà que l'àlbum seria el començament d'una nova història, desvinculant-se de les anteriors d'Ayreon. El març de 2013, Arjen va revelar el títol: The Theory of Everything.
El 8 d'agost de 2013, Lucassen va dir des de la seva pàgina de facebook que l'àlbum estava "bàsicament llest" i "just a temps pel llançament aquest any". Finalment es publicà el 28 d'octubre de 2013.

## Etimologia
Arjen Lucassen explicà que la semblança d'Ayreon amb el seu nom és pura coincidència. Partia del nom "Aries", però volia que sonés lleugerament antiquat, per això va utilitzar el fonema "AI", de l'anglès antic, al principi de la paraula. Tanmateix també volia que sonés modern i futurista, per això la va acabar amb "ON" (com els mots anglesos "electron", "neutron", etc.).

## Membres
- Arjen Anthony Lucassen - veu, guitarres, baix, teclat, sintetitzador, orgue hammond, mellotron, mandolina i diversos.

Additional musicians
- Ed Warby - bateria, instruments de percussió (membre des de 1998)

### Musics convidats a Ayreon
Entre molts dels musics convidats a participar en algun projecte d'Ayreon hi trobem:
- Andi Deris de Helloween
- Bruce Dickinson d'Iron Maiden
- Hansi Kürsch de Blind Guardian
- James LaBrie de Dream Theater
- John Wetton d'Asia i ex-King Crimson
- Mikael Åkerfeldt d'Opeth i Bloodbath
- Russell Allen de Symphony X
- Timo Kotipelto de Stratovarius

## Discografia

### Àlbums d'estudi
- The Final Experiment (1995)
- Actual Fantasy (1996)
- Into the Electric Castle (1998)
- Universal Migrator Part 1: The Dream Sequencer (2000)
- Universal Migrator Part 2: Flight of the Migrator (2000)
- The Human Equation (2004)
- 01011001 (2008)
- The Theory of Everything (2013)
- The Source (2017)

### EPs
- Elected (2008)

### Senzills
- "Sail Away to Avalon" (1995)
- "The Stranger From Within" (1996)
- "Temple of the Cat" (2000)
- "Day Eleven: Love" (2004)
- "Loser" (2004)
- "Come Back to Me" (2005)

### Recopilatoris
- Ayreonauts Only (2000)
- Timeline (2008)